# 브랜디와인강 (크리스티나강의 지류)

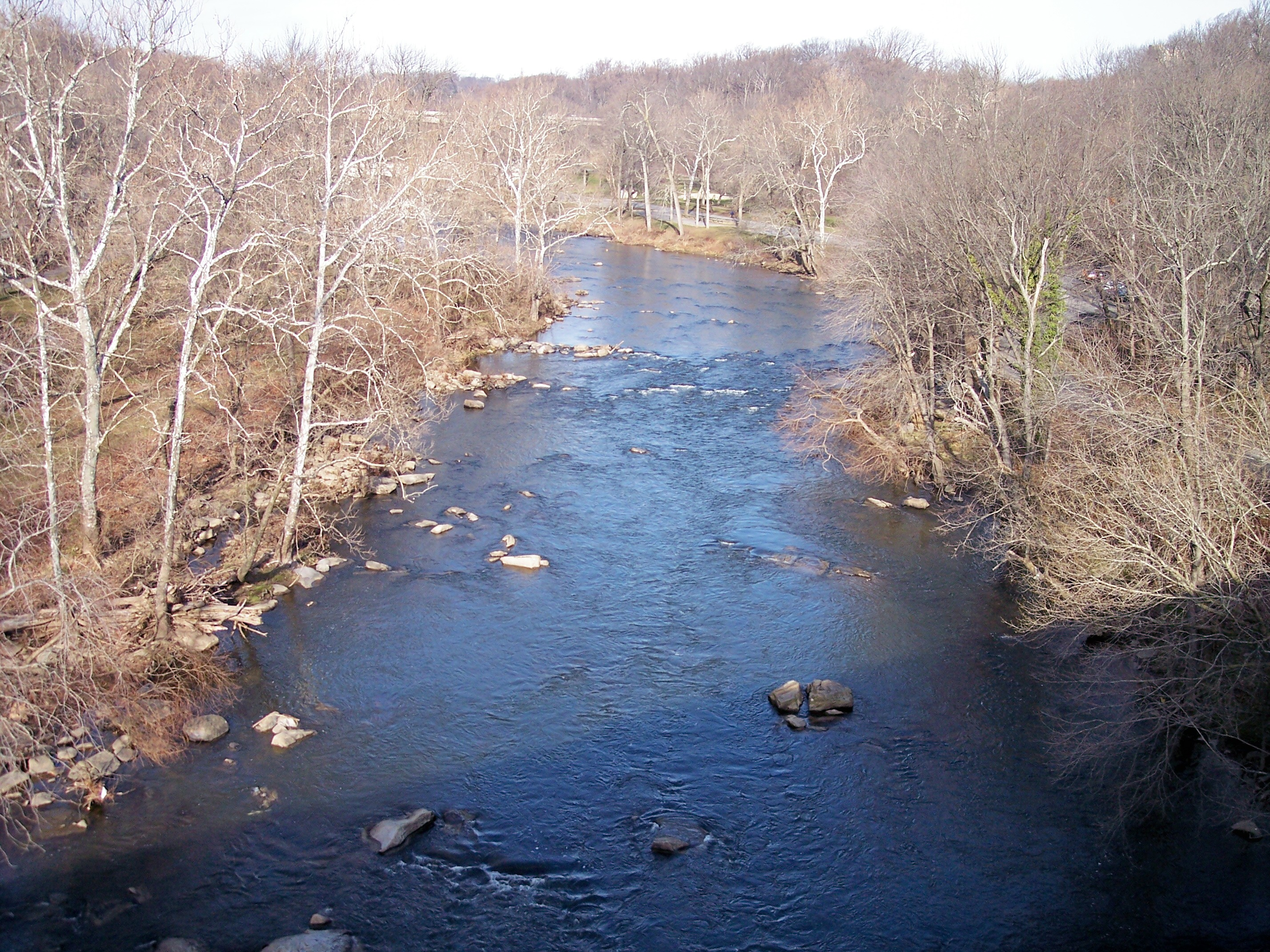

브랜디와인강(Brandywine River) 은 브랜디와인 수로(Brandywine Creek) 등으로 불리며, 미국 펜실베이니아주 남동쪽, 그리고 델라웨어주의 북쪽에 있는 크리스티나강의 어귀에 있다. 본류인 로워 브랜디와인은 32.8km이며, 여러 지류들과 함께 벤실베이니아 펜실베니아의 풍경이 아름다운 강으로 지정되어 있다. 수로의 동쪽 가지와 서쪽 가지는 그들이 합류하는 북쪽 32 km 지점에 있는 펜실베이니아 허니브룩 타운쉽에 있는 웰쉬 산 경사로 위에서 각각 3 km 이내 지점에서 갈라진다.
델라웨어주 윌밍턴의 크리스티나강에 있는 수로의 입구는 뉴스웨덴 식민지가 있던 곳이었으며, 그곳에서 개척민들이 1638년 3월 29일 상륙한 곳이다. 미국 독립 전쟁 기간 동안 벌어진 브랜디와인 전투는 펜실베니아 채즈포드 근처의 수로 부근에서 1777년 9월 11일 벌어졌다. 이 물은 수로 입구 근처에 있는 브랜디와인 마을에 있는 제분소를 돌리며, 근처의 듀퐁 화약 공장은 증기기관이 도입되기 전까지 미국 산업 발전에 있어서 중요한 역할을 했다.